# Hígado de Piacenza
El hígado de Piacenza es un artefacto etrusco encontrado en un campo el 26 de septiembre de 1877, cerca de Gossolengo, en la provincia italiana de Plasencia, ahora conservado en el Museo Municipal de Piacenza, en el Palazzo Farnese.
Es un modelo de bronce de tamaño natural de un hígado de oveja cubierto con inscripciones etruscas (TLE 719), que mide 126 × 76 × 60 milímetros y data de finales del siglo II a. C., es decir, una época en la que la región ya estaría dominada por los latinos (Piacenza fue fundada en el 218 a. C. como ciudad guarnición romana en Galia Cisalpina).

## Descripción
El hígado se subdivide en secciones con el fin de realizar arúspice (hepatoscopia); las secciones están inscritas con nombres de deidades etruscas individuales. El hígado de Piacenza es un paralelo conceptual sorprendente a los modelos de arcilla de hígados de oveja conocidos del Antiguo Cercano Oriente, reforzando la evidencia de una conexión (ya sea por migración o simplemente por contacto cultural) entre los etruscos y la esfera cultural de Anatolia. En el Museo Británico se conserva un modelo babilónico de arcilla de un hígado de oveja que data de la Edad del Bronce Medio. El hígado de Piacenza es paralelo al artefacto babilónico al representar las principales características anatómicas del hígado (la vesícula biliar, el lóbulo caudado y la vena cava posterior) como protuberancias esculpidas.
El borde externo del hígado de Piacenza se divide en 16 secciones; ya que según el testimonio de Plinio y Cicerón, los etruscos dividieron los cielos en 16 casas astrológicas, se ha sugerido que se supone que el hígado representa un modelo del cosmos, y sus partes deben identificarse como constelaciones o signos astrológicos. Cada una de las 16 casas era el "lugar de residencia" de una deidad individual. Los videntes, por ejemplo, sacarían conclusiones de la dirección en la que se vieron los rayos. Los relámpagos en el este fueron auspiciosos, los relámpagos en el oeste desfavorables (Pliny 2.143f. ). Stevens (2009) supone que Tin, el dios principal del relámpago, tenía su morada en el norte, ya que los relámpagos en el noreste fueron los más afortunados, los relámpagos en el noroeste fueron los más desafortunados, mientras que los relámpagos en la mitad sur de la brújula no son un presagio tan fuerte (Servio ad. Aen. 2.693). El desciframiento del complejo contenido del hígado de Piacenza fue objeto de dos monografías científicas del investigador de la Universidad de Bolonia Antonio Gottarelli, publicadas entre 2017 y 2018. Estos libros representan el análisis más completo de su contenido y revelan su naturaleza de instrumento de mano para el cálculo digital de un calendario litúrgico-ritual. Su datación en el siglo IV a. C. y la posición del lugar del descubrimiento a 45 ° de latitud sería consistente con su uso instrumental.
Los teónimos están abreviados y, en muchos casos, se cuestiona la lectura incluso de la abreviatura. Como resultado, existe un consenso para la interpretación de nombres individuales solo en un pequeño número de casos. La lectura que se da a continuación es la de Morandi (1991) a menos que se indique lo contrario:
Circunferencia:
1. tin[ia] / cil/en
2. tin[ia] / θvf[vlθas]
3. tins/θneθ
4. uni / mae uni / ea (Juno?)
5. tec/vm (Cel? Tellus?)
6. lvsl
7. neθ[uns] (Neptuno)
8. caθ[a] (Luna? )
9. fuflu / ns (Baco)
10. selva (Silvanus)
11. leθns
12. tluscv
13. celsc
14. cvl alp
15. vetisl (Veiovis?)
16. cilensl
Interior:
17. tur[an] (Venus)
18. leθn (como n.º 11)
19. la/sl (¿ Lares ? )
20. tins/θvf[vlθas] (como n.º 2)
21. θufl/θas
22. tins/neθ (como n.º 3?)
23. caθa (como n.º 8)
24. fuf/lus (como n.º 9)
25. θvnθ (?)
26. marisl / latr
27. leta (Leda)
28. neθ (como no. 7)
29. herc[le] (Hércules)
30. mar[es] (Marte)
31. selva (como n.º 10)
32. leθa [m]
33. tlusc (como n.º 12)
34. lvsl/velch
35. satr/es (Saturno)
36. cilen (como n.º. 16)
37. leθam (como n.º 32)
38. meθlvmθ
39. mar[es] (como n.º 30)
40. tlusc (como n.º 12)
Hay dos palabras en la parte inferior del artefacto:
1. tivs (o tivr "Luna"? )
2. usils

## Otras lecturas
- Van der Meer, LB (1987). El hígado de bronce de Piacenza. Ámsterdam: JC Gieben, 1987.
- Alessandro Morandi, Nuovi lineamenti di lingua etrusca, Massari, 1991.
- Natalie LC Stevens, Una nueva reconstrucción del cielo etrusco American Journal of Archaeology 113.22 (abril de 2009), 153-164.
- Antonio Gottarelli, Cosmogonica. Il fegato di Tiāmat e la soglia misterica del Tempo. Dai miti cosmologici del Vicino Oriente antico ad una nuova interpretazione del fegato etrusco di Piacenza, collana di "Archeologia del Rito", n. 2, Te.mpla, Bolonia, 2017.
- Antonio Gottarelli, Padānu. Un'ombra tra le mani del tempo. La decifrazione funzionale del fegato etrusco di Piacenza, collana di "Archeologia del Rito", n. 3, Te.mpla, Bolonia, 2018.

- Datos: Q776429
- Multimedia: Liver of Piacenza / Q776429